# Andrzej Wawrzyniak
Andrzej Michał Wawrzyniak (ur. 3 grudnia 1931 w Warszawie, zm. 8 listopada 2020) – polski marynarz, dyplomata, znawca i kolekcjoner sztuki orientalnej, muzealnik. Założyciel oraz w latach 1973–2013 dyrektor i kustosz Muzeum Azji i Pacyfiku w Warszawie. W Indonezji, z którą związany był od lat, znany jako „Andrzej Nusantara Wawrzyniak”.

## Życiorys

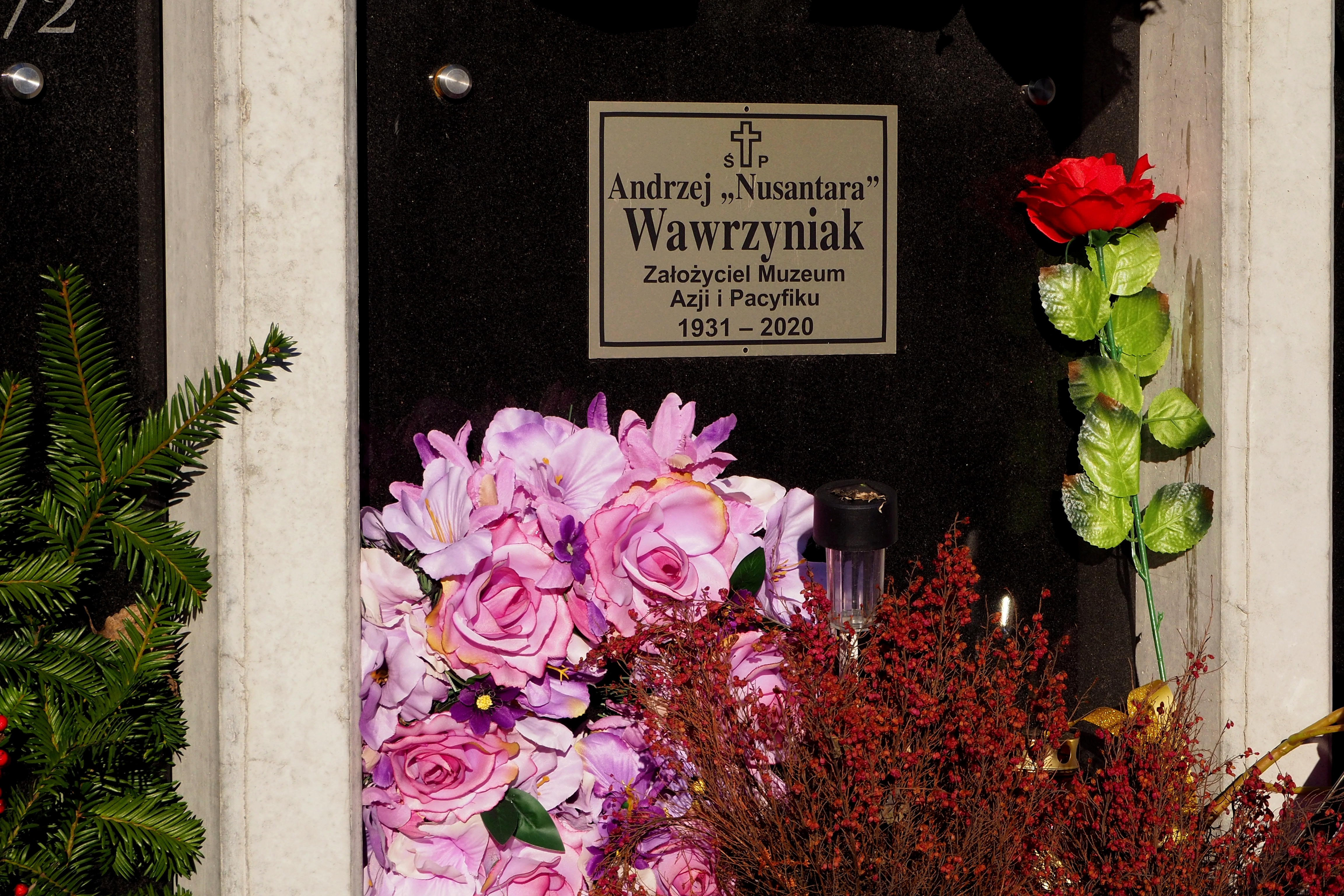
Grób Andrzeja Wawrzyniaka na Cmentarzu Wojskowym na Powązkach w Warszawie

W 1955 ukończył studia na Wydziale Dyplomatyczno-Konsularnym Szkoły Głównej Służby Zagranicznej w Warszawie, następnie w latach 1955–1957 studiował na Wydziale Morskim Wyższej Szkoły Ekonomicznej w Sopocie. W latach 1976–1977 student studiów podyplomowych i doktoranckich w Wyższej Szkole Nauk Społecznych w Warszawie. Członek wielu krajowych i międzynarodowych organizacji i stowarzyszeń, zajmujących się problematyką krajów Azji, Australii i Oceanii. Był między innymi członkiem Komitetu Badań nad Krajami Azji, Afryki i Ameryki Łacińskiej oraz Komitetu Nauk Orientalistycznych PAN.
W latach 1946–1952 członek Związku Młodzieży Polskiej. Od 1950 członek PZPR, następnie lektor w Komitecie Centralnym tej partii.
W wieku 16 lat zaciągnął się na statek szkolny Dar Pomorza i od tego czasu pływał na dwunastu statkach, awansując do stopnia oficera Polskiej Marynarki Handlowej.
Od 1956 w polskiej służbie dyplomatycznej, od 1973 w randze ministra pełnomocnego. W latach 1956–1960 był szefem wydziału Delegacji Polskiej do Międzynarodowej Komisji Nadzoru i Kontroli w Wietnamie. W latach 1961–1965 był attaché kulturalnym, a w latach 1967–1971 zastępcą szefa misji i chargé d’affaires Polski w Indonezji. W latach 1973–1974 pełnił funkcję szefa Delegacji Polskiej do Międzynarodowej Komisji Nadzoru i Kontroli w Laosie, w latach 1977–1981 szefa ambasady Polski w Nepalu. W 1989 był obserwatorem międzynarodowym ONZ podczas wyborów w Namibii. W latach 1990–1993 szefa Ambasady RP w Kabulu. W 1996 szefa biura terenowego Organizacji Bezpieczeństwa i Współpracy w Bośni i Hercegowinie, a w 1999 był obserwatorem ONZ na Timorze Wschodnim. 
W latach 1997–2003 konsul honorowy Sri Lanki w Polsce. 
Pochowany w kolumbarium na Cmentarzu Wojskowym na Powązkach w Warszawie.

### Działalność związana z Muzeum Azji i Pacyfiku
W 1973 podarował państwu polskiemu kolekcję około 3000 obiektów z prywatnej kolekcji obiektów etnograficznych i dzieł sztuki pochodzących z Azji, głównie Indonezji. Stanisław Lorentz te zbiory jako jedną z największych prywatnych kolekcji indonezjologicznych, przewyższającą m.in. wszystkie znane prywatne zbiory holenderskie, uchodzące w tej dziedzinie za największe na świecie. W tym samym roku na ich bazie utworzono w Warszawie państwowe Muzeum Archipelagu Nusantary, od 1976 pod nazwą Muzeum Azji i Pacyfiku w Warszawie. Wawrzyniak został mianowany jego dyrektorem i kustoszem, którym był do 2013, kiedy to został usunięty ze stanowiska ze względu na stwierdzone nieprawidłowości podczas kierowania placówką.

## Odznaczenia i wyróżnienia

### Polskie
- Krzyż Komandorski z Gwiazdą Orderu Odrodzenia Polski za wybitne zasługi na rzecz upowszechniania dorobku kulturowego narodów Azji i Pacyfiku (2003)[6]
- Krzyż Komandorski Orderu Odrodzenia Polski (1995)
- Krzyż Oficerski Orderu Odrodzenia Polski (1985)
- Krzyż Kawalerski Orderu Odrodzenia Polski (1967)
- Medal 40-lecia Polski Ludowej (1984)
- Medal „Opiekun Miejsc Pamięci Narodowej” (1971)
- Brązowy Medal „Za Zasługi dla Obronności Kraju” (1975)
- Odznaka Honorowa „Zasłużony Pracownik Służby Dyplomatyczno-Konsularnej” nadana przez Ministra Spraw Zagranicznych (1978)
- Złota Odznaka „Zasłużony Działacz Kultury Fizycznej” za pomoc udzieloną polskim ekspedycjom himalajskim (1981)
- Złota Odznaka honorowa „Za Zasługi dla Warszawy” (1982)
- Odznaka 1000-lecia Państwa Polskiego za działalność społeczną (1966)
- Złota Odznaka „Za Zasługi dla Związku Zawodowego Pracowników Państwowych i Społecznych" (1967)
- Honorowa Odznaka „Za Zasługi dla Związku Zawodowego Pracowników Państwowych i Społecznych (1972)
- Nagroda Specjalna Ministra Kultury i Sztuki za długoletnią działalność kolekcjonerską, popularyzatorską i organizacyjną w zakresie muzealnictwa (1975)
- Nagroda Miasta Stołecznego Warszawy (1987, 2001)
- Nagroda I stopnia „Trybuny Ludu” za wieloletnią działalność na polu zbliżenia kultur świata (1989)
- Honorowa Nagroda Hetmana Kolekcjonerów Polskich Jerzego Dunin-Borkowskiego (2003)
- Zasłużony Działacz Kultury Pruszkowskiej na Mazowszu i Warmii i Mazurach za wkład w przybliżaniu społeczeństwu polskiemu bogatej kultury Pruszkowa (2005)
- Medal Pamiątkowy „Pro Masovia” (2010)[7].

### Zagraniczne
- Medal Wyzwolenia I klasy za działalność w Międzynarodowej Komisji Nadzoru i Kontroli w Wietnamie (Tymczasowy Rząd Rewolucyjnego Wietnamu Południowego. 1976)
- Medal Przyjaźni w uznaniu zasług dla sprawiedliwej sprawy Wietnamu (Wietnam Północny, 1976)
- Order Zasługi za zasługi w promowaniu kultury ludów Afganistanu (Afganistan, 1991)
- Order Przyjaźni za zasługi w poparciu rewolucyjnego dzieła Narodu Wietnamskiego (Wietnam, 1995)
- Medal Przyjaźni za wybitny wkład w umacnianiu przyjaźni i współpracy między Laosem a Polską (Laos, 1997)
- Medal Przyjaźni za wkład w rozwój współpracy między Polską a Mongolią oraz propagowanie kultury i życia narodu mongolskiego wśród społeczeństwa polskiego (Mongolia, 1997)
- Order Zasługi Republiki Indonezyjskiej z Gwiazdą i Wstęgą za wybitne zasługi i działania na rzecz umocnienia przyjaźni między Polską a Indonezją (Indonezja, 1998)
- Nagroda Ministra Spraw Zagranicznych Bułgarii za pomoc okazaną bułgarskiej ekspedycji himalajskiej na szczyt Lhotse (Bułgaria, 1981)
- Nagroda Ministra Spraw Zagranicznych Republiki Indonezji za popularyzację kultury indonezyjskiej w Polsce (Indonezja, 1990)
- Zasłużony Działacz Kultury Mongolii za wkład w przybliżaniu społeczeństwu polskiemu bogatej kultury i sztuki Mongolii (Mongolia, 2003)